# ダニエル・アモカチ
ダニエル・アモカチ（Daniel Owefin Amokachi, 1972年12月30日 - ）は、ナイジェリア出身の元同国代表サッカー選手。ポジションはフォワード。

## 経歴
1990年にナイジェリア代表デビュー。1994 FIFAワールドカップでは全4試合に出場した。
1996年にはオーバーエイジ枠でアトランタオリンピックに出場、優勝した。
1998 FIFAワールドカップにも出場した。1999年までに46試合に出場、13得点をあげた。

## プレイスタイル
フィジカルを生かした突破力と破壊的なシュートが持ち味。1994年のワールドカップ・アメリカ合衆国大会のギリシャ戦でのゴールは今でも語り草となっている。

## 所属クラブ
- 1989-1990  ランチャーズ・ビーズ
- 1990-1994  クラブ・ブルッヘ
- 1994-1996  エヴァートンFC
- 1996-1999  ベシクタシュJK
- 2005  ナサワラ・ユナイテッド

## 代表歴

### 出場大会
- ナイジェリア代表
  - 1994 FIFAワールドカップ
  - 1998 FIFAワールドカップ

### 試合数
- 国際Aマッチ 46試合 13得点（1990年-1999年）[1]

| ナイジェリア代表 | 国際Aマッチ | 国際Aマッチ |
| 年               | 出場        | 得点        |
| ---------------- | ----------- | ----------- |
| 1990             | 8           | 1           |
| 1991             | 4           | 1           |
| 1992             | 1           | 1           |
| 1993             | 5           | 2           |
| 1994             | 12          | 2           |
| 1995             | 5           | 2           |
| 1996             | 1           | 2           |
| 1997             | 5           | 2           |
| 1998             | 4           | 0           |
| 1999             | 1           | 0           |
| 通算             | 46          | 13          |